# Seringueiras
Seringueiras é um município brasileiro do estado de Rondônia.

## História
Surgiu como núcleo urbano de apoio rural do Projeto de Colonização Bom Princípio, com o nome idêntico ao projeto.
O projeto de emancipação tramitou na Assembleia Legislativa do estado de Rondônia com o nome de Bom Princípio de Rondônia, porque o deputado Reditário Cassol, autor do projeto, fora avisado pelo delegado do IBGE em Rondônia, Gerino Alves, que já existia município no Rio Grande do Sul com o nome escolhido.
Quando o projeto de emancipação foi escolhido para fazer do item XIV, do parágrafo único, do artigo 42 das Disposições Transitórias da Nova Constituição Estadual de 1989, o relator da Constituinte, deputado Amizael Silva, era de opinião que as expressões  d'Oeste e de Rondônia deveriam ser excluídas dos futuros topônimos. Por sugestão de Gerino Alves , Delegado do IBGE em Rondônia, o deputado Amizael Silva escolheu o nome de Seringueiras, por ser a Bacia Hidrográfica do Rio São Miguel grande produtora de borracha, produto da seringueira (Hevea brasiliensis), árvore da família das Euforbiáceas.
Com o nome de Seringueiras o município foi criado pela Lei nº 370, de 13 de fevereiro de 1992, assinada pelo governador Oswaldo Piana Filho, com áreas desmembradas dos municípios de São Miguel do Guaporé e Costa Marques.

## Geografia
Localiza-se a uma latitude 11º47'53" sul e a uma longitude 63º01'52" oeste, estando a uma altitude de 187 metros. Sua população estimada em 2010 era de 11.649 habitantes.
Possui uma área de  3.660,65 km².